# مکلنبورگ
مکلنبورگ (آلمانی سفلی: Mękel(n)borg؛ آلمانی: Mecklenburg) یک منطقه تاریخی در شمال آلمان است اکنون بخش بزرگی از ایالت مکلنبورگ-فورپومرن محسوب می‌شود. بزرگترین شهرهای این منطقه روستوک، شورین، نویبراندنبورگ، ویسمار و گوتزرو است. ریشه نام این منطقه از ساکسونی باستان به معنی «قلعه بزرگ» است. اکثریت ساکنان مکلنبورگ به زبانی مشابه آلمانی سفلی صحبت می‌کنند.